# Кокутківці
Коку́тківці — село в Україні, у Озернянській сільській громаді Тернопільського району Тернопільської області. Розташоване на річці Нестерівка, на заході району.
Населення — 133 особи (2001).

## Історія
1 серпня 1934 року в рамках реформи на підставі нового закону про самоуправління (23 березня 1933 року) село увійшло до новоствореної сільської гміни Цебрів (Тернопільський повіт Тернопільського воєводства).
До входження у Озернянську сільську громаду належало до Висиповецької сільської ради.
12 червня 2020 року, відповідно до розпорядження Кабінету Міністрів України № 724-р «Про визначення адміністративних центрів та затвердження територій територіальних громад Тернопільської області» увійшло до складу Озернянської сільської громади.
19 липня 2020 року, в результаті адміністративно-територіальної реформи та ліквідації Зборівського району, село увійшло до складу Тернопільського району.

## Пам'ятки
Є церква Собору Івана Хрестителя (світлина дерев'яної церкви Івана Хрестителя) [Архівовано 13 серпня 2020 у Wayback Machine.] (1883).
Встановлено пам'ятний знак на честь скасування панщини.

## Відомі люди
- Ілля Гой «Тигр», (1914—1944) районовий провідник УПА
- Михайло Світлик , (1916—1944) стрілець УПА
- Михайло Середа , (1925—1944) стрілець УПА
- Михайло Середа , «Кармелюк» (1922-1945) стрілець УПА

### Проживали
- Іван Майчик — український диригент, фольклорист, композитор, педагог

## Галерея

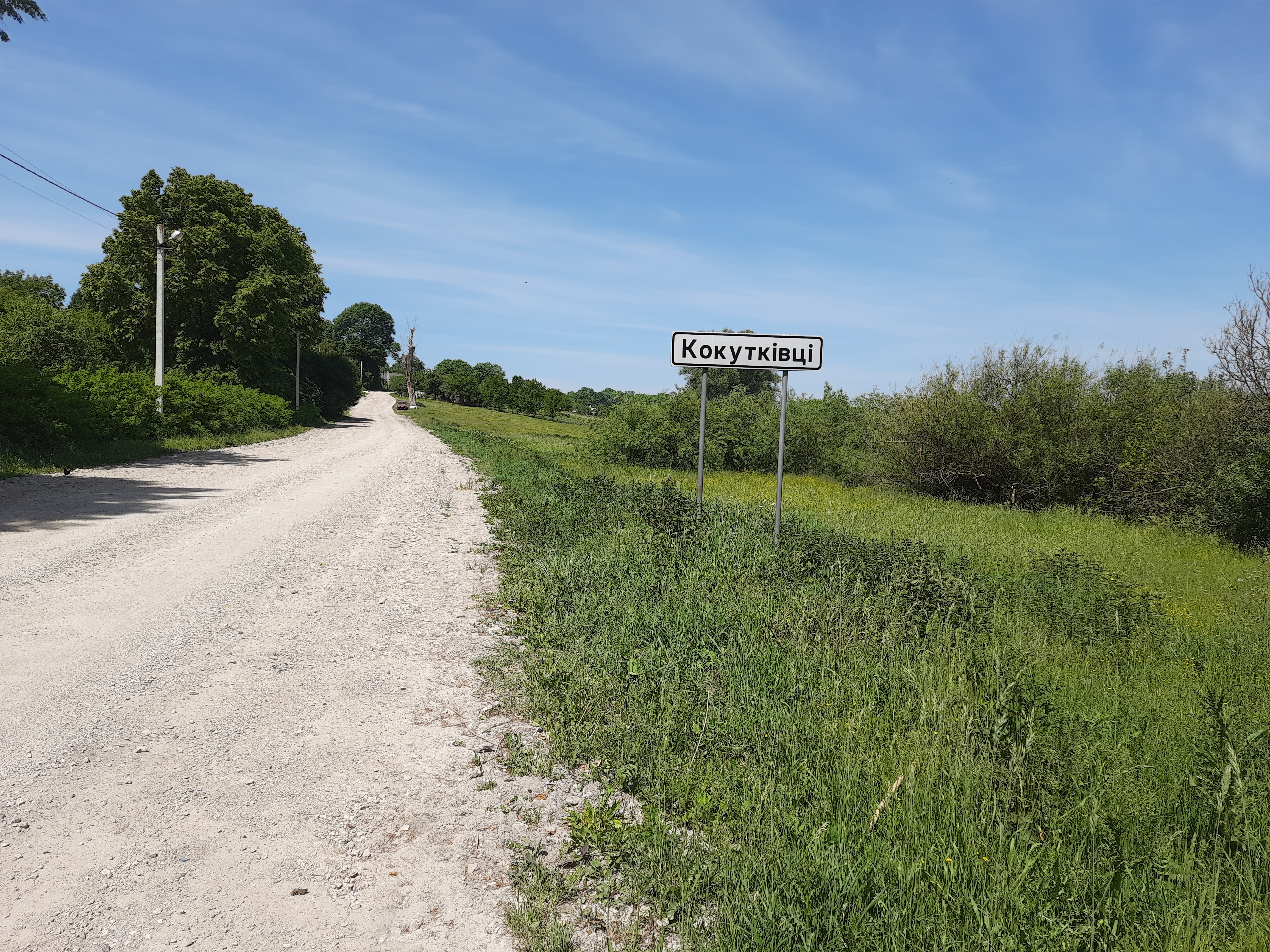
Дорожній знак при в'їзді в село
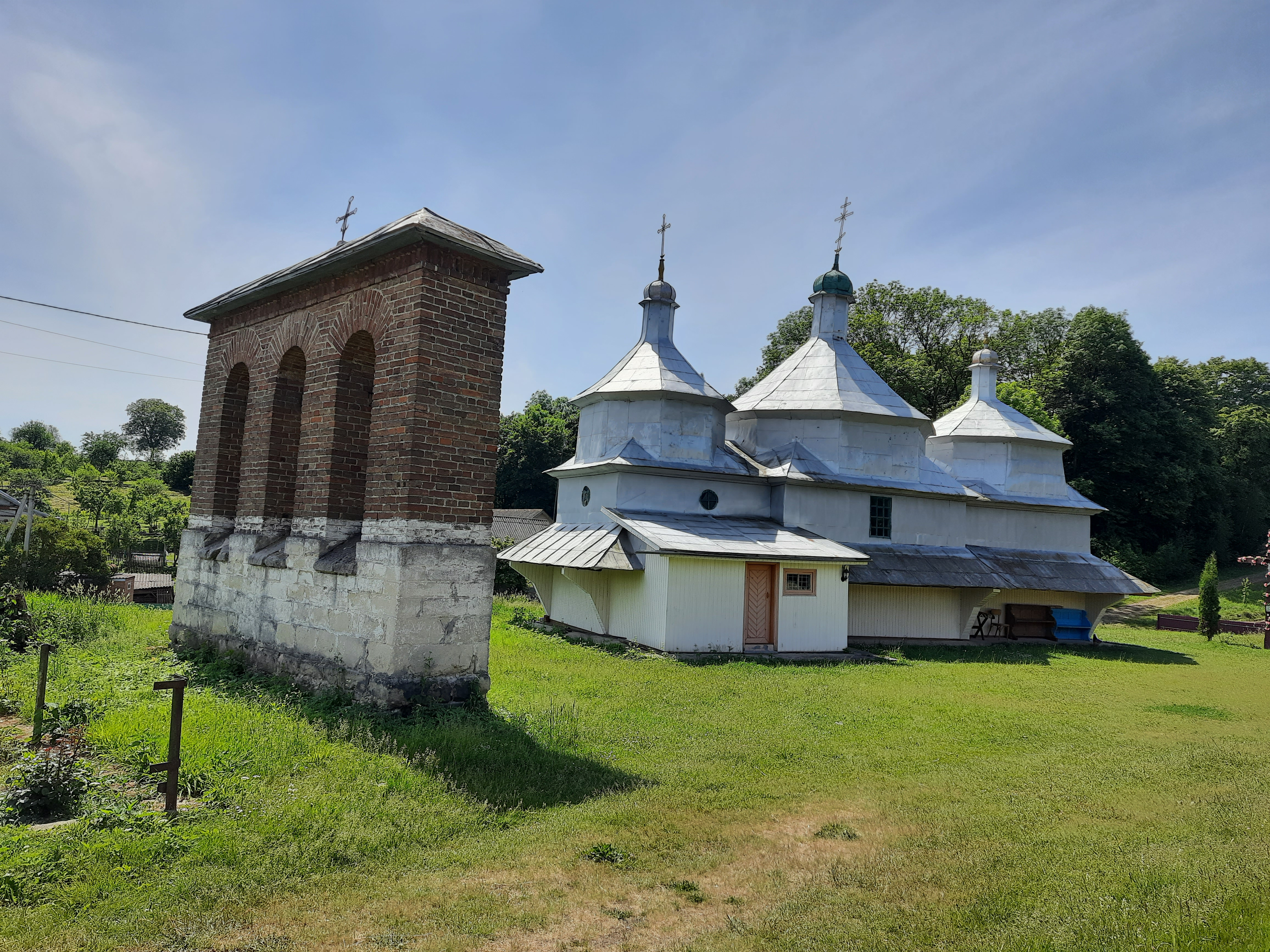
Церква Собору Івана Хрестителя
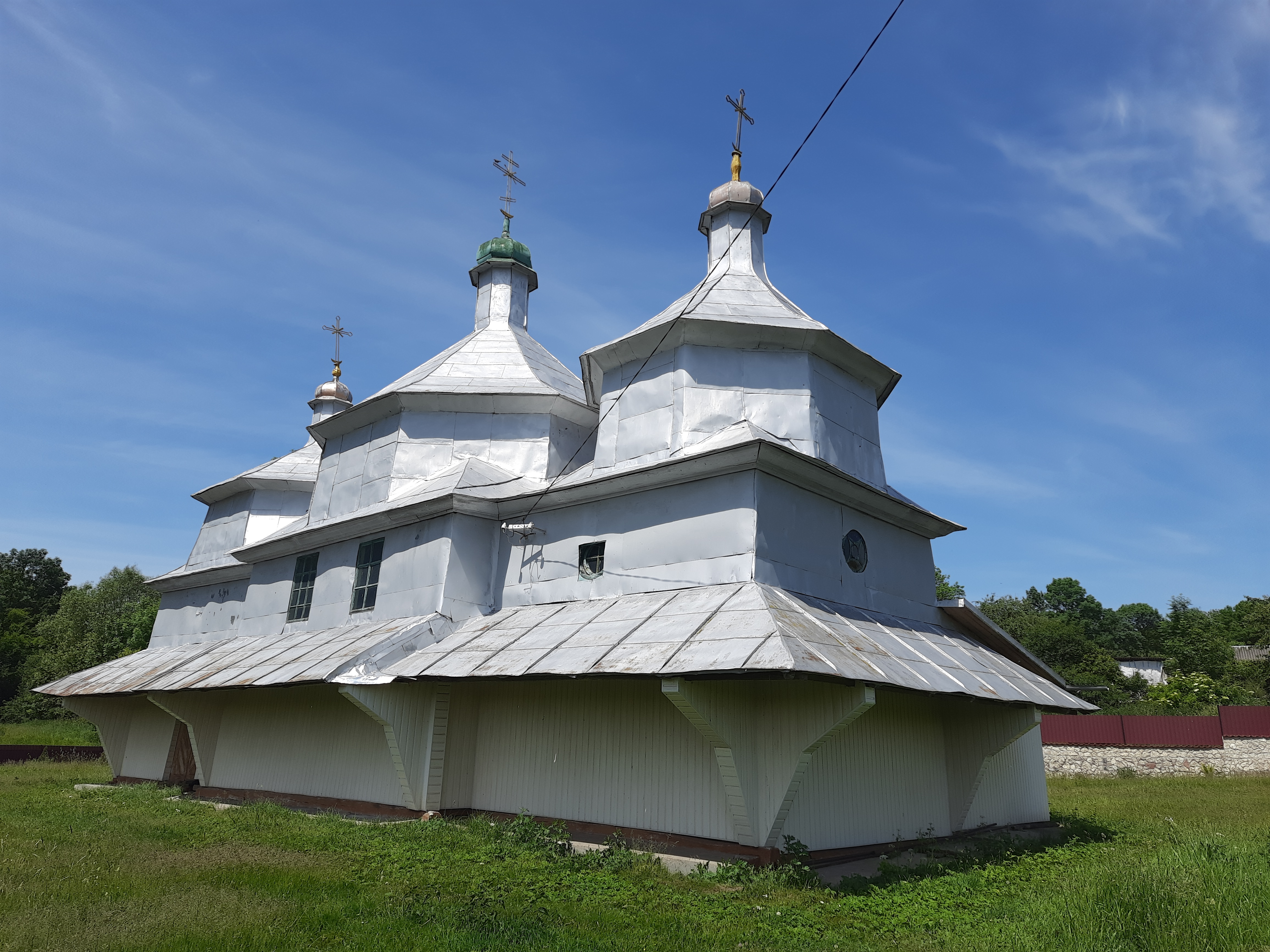
Церква Собору Івана Хрестителя
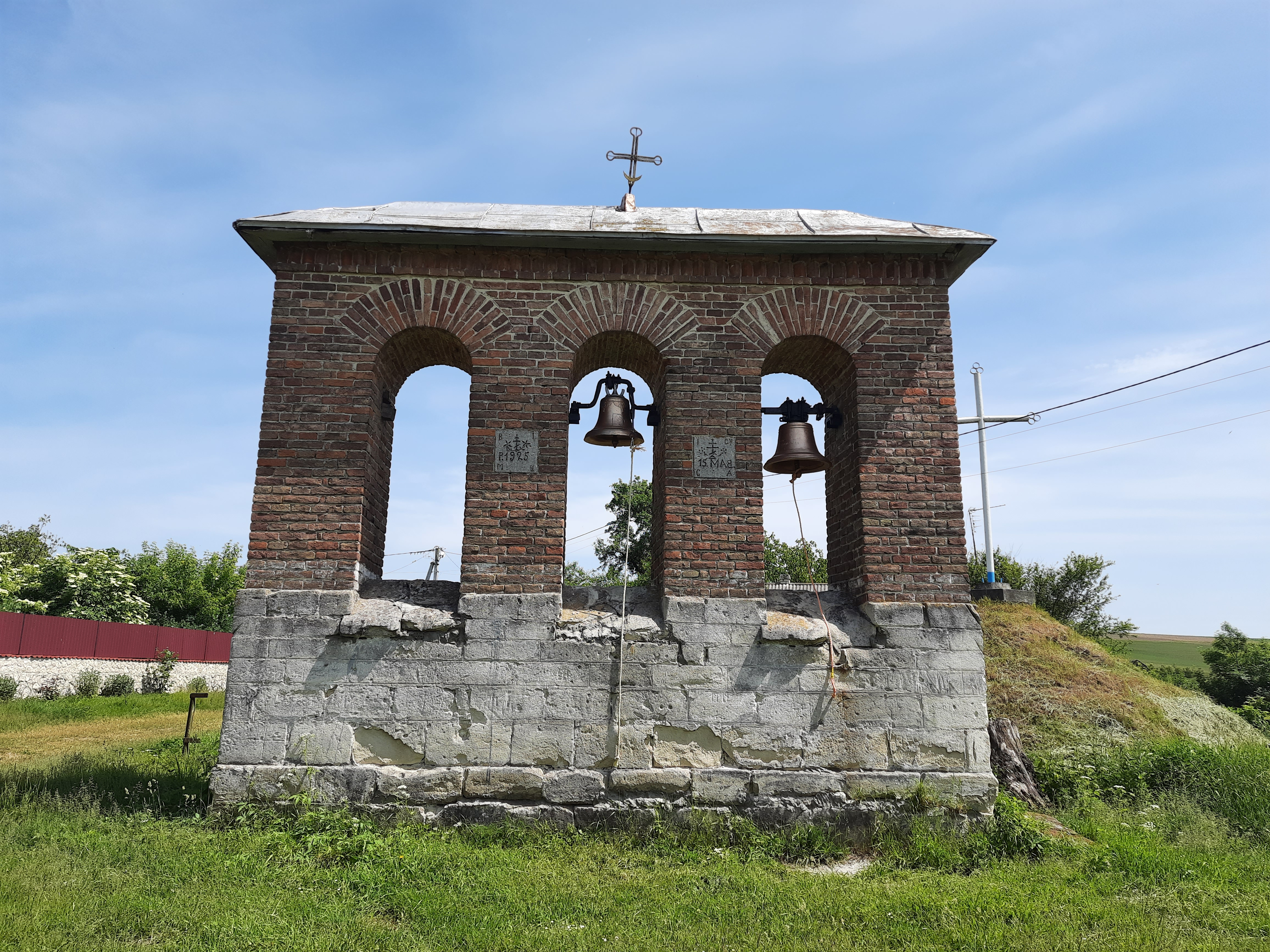
Дзвіниця церкви Собору Івана Хрестителя
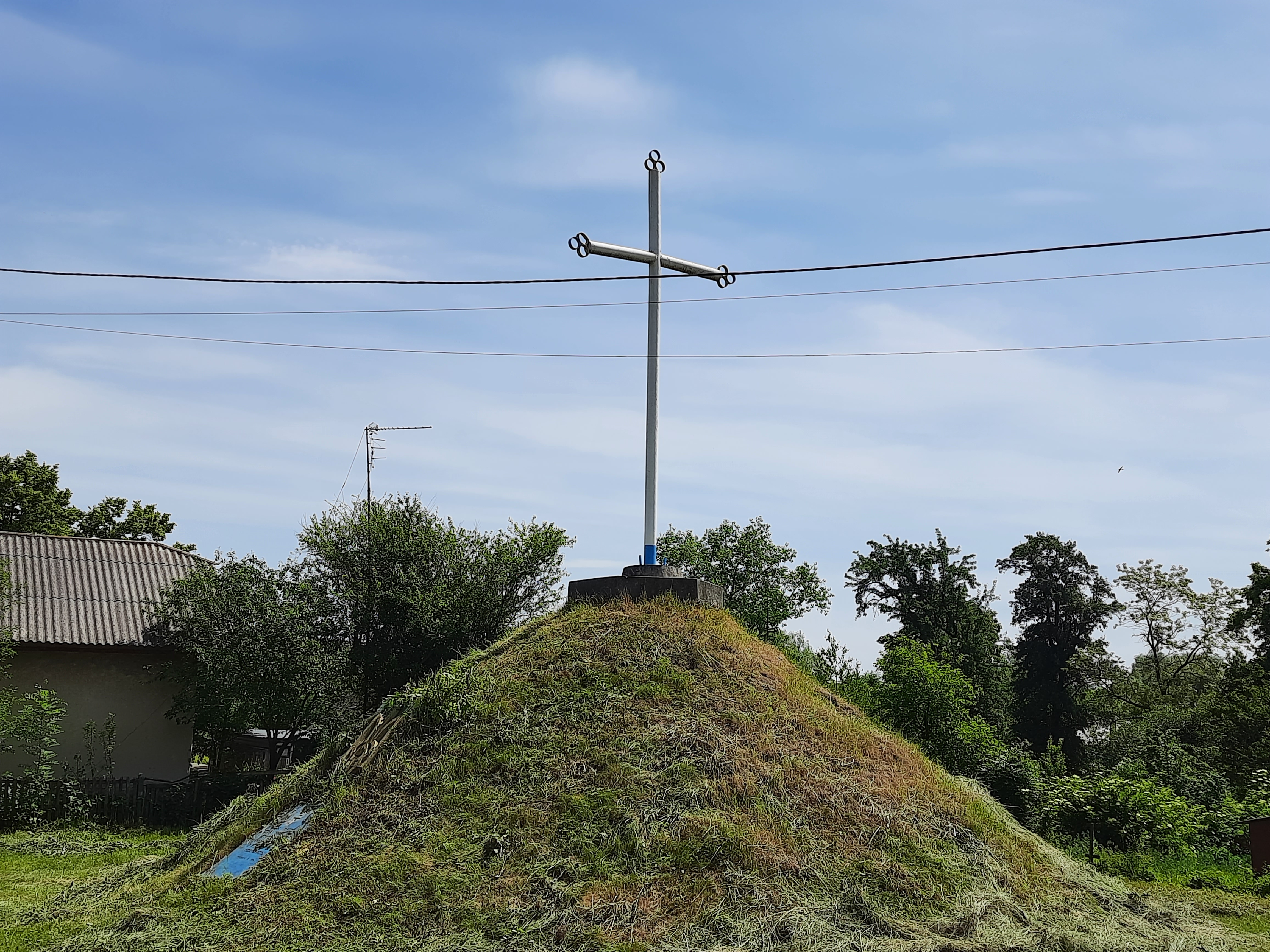
Символічна могила Борцям за волю України
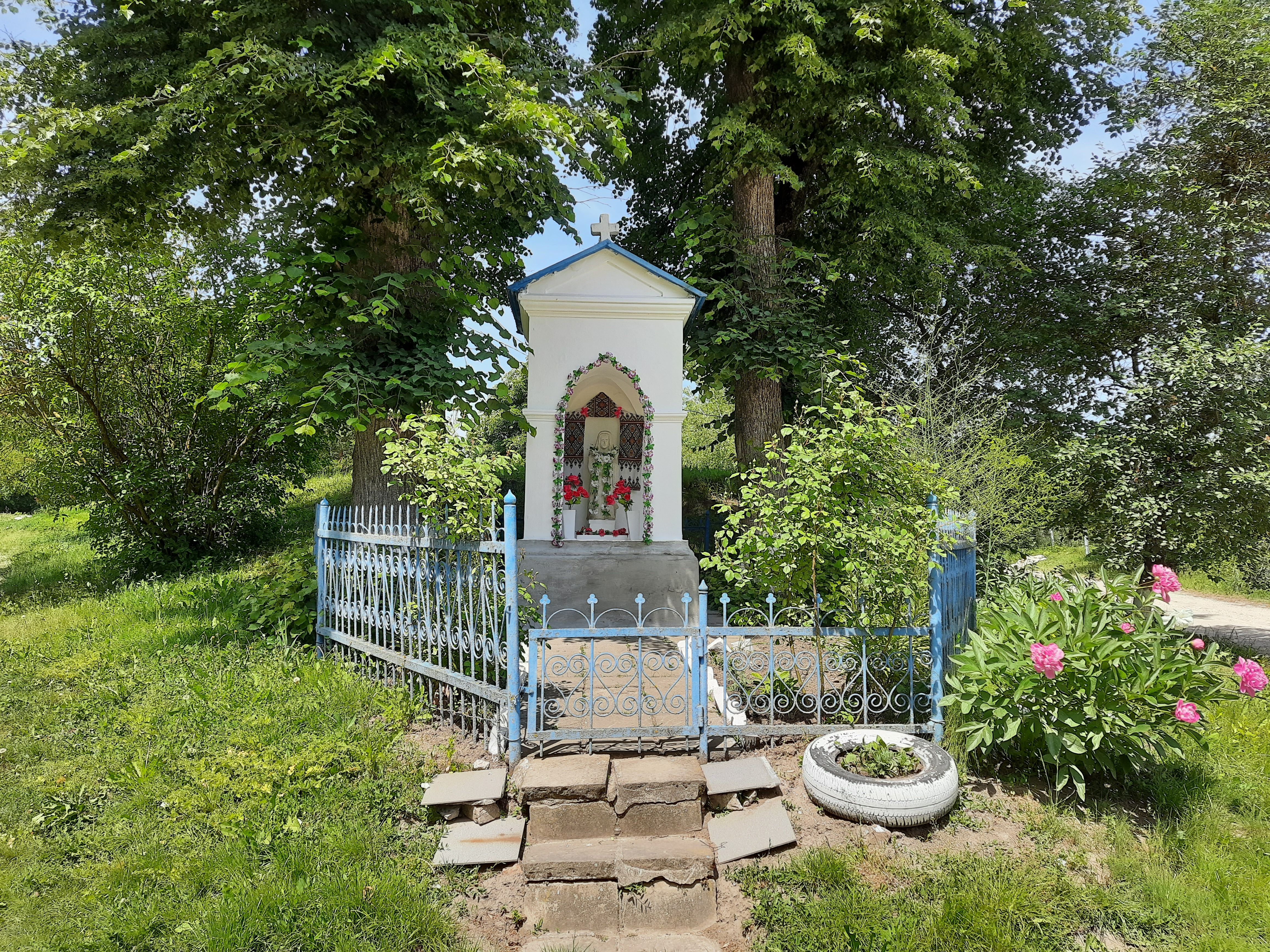
Капличка
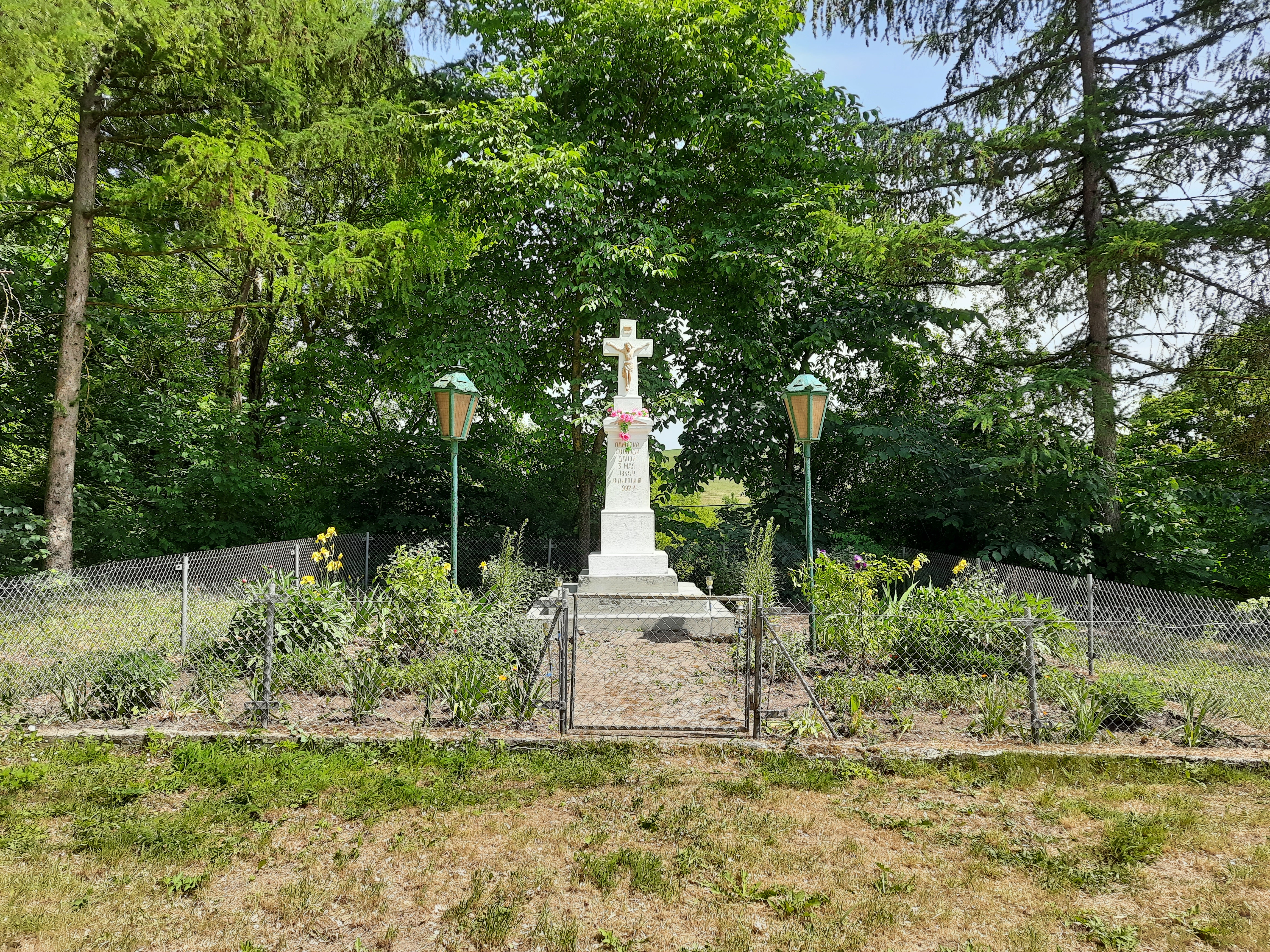
Пам'ятний хрест з нагоди скасування панщини
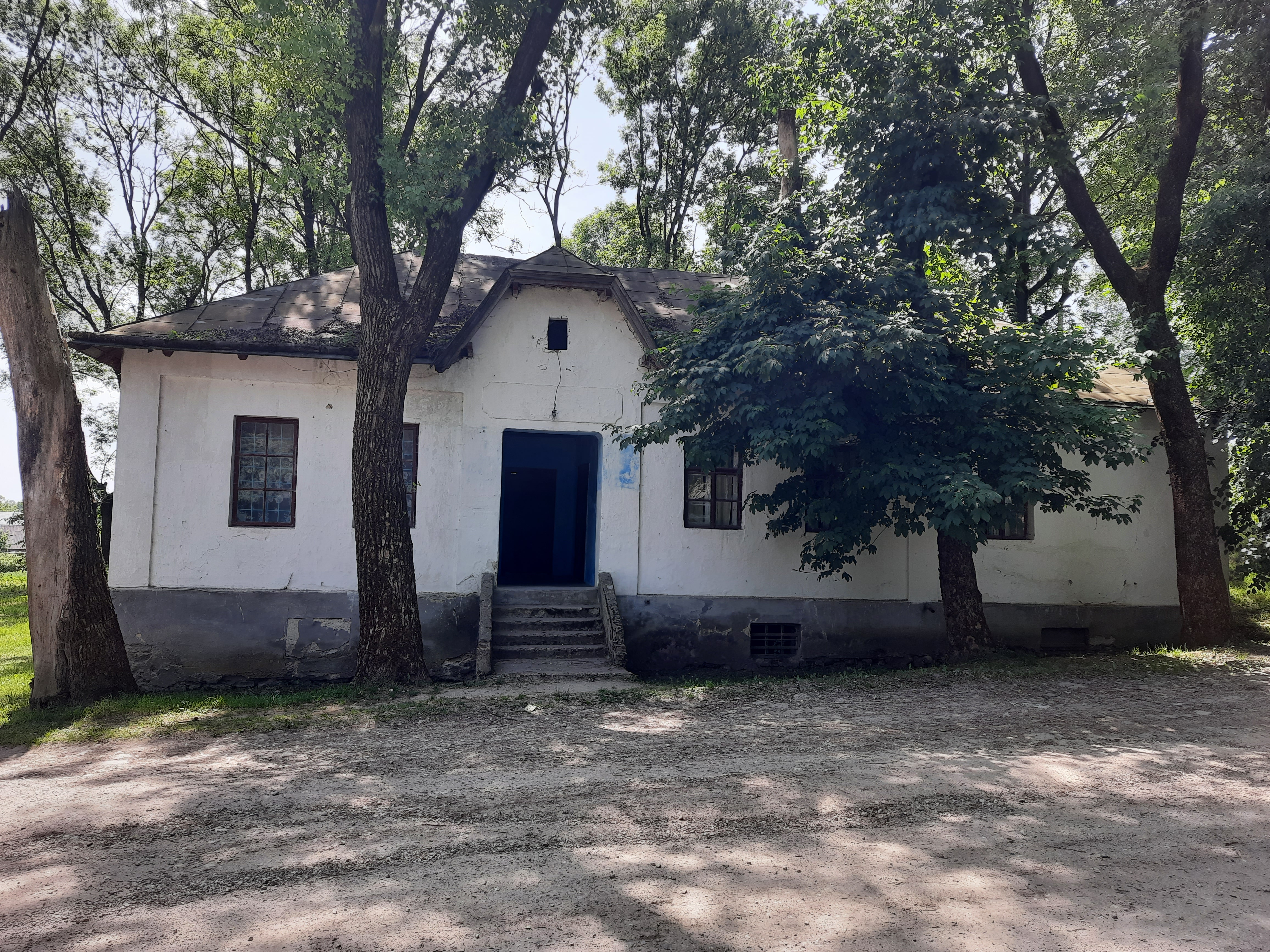
Крамниця
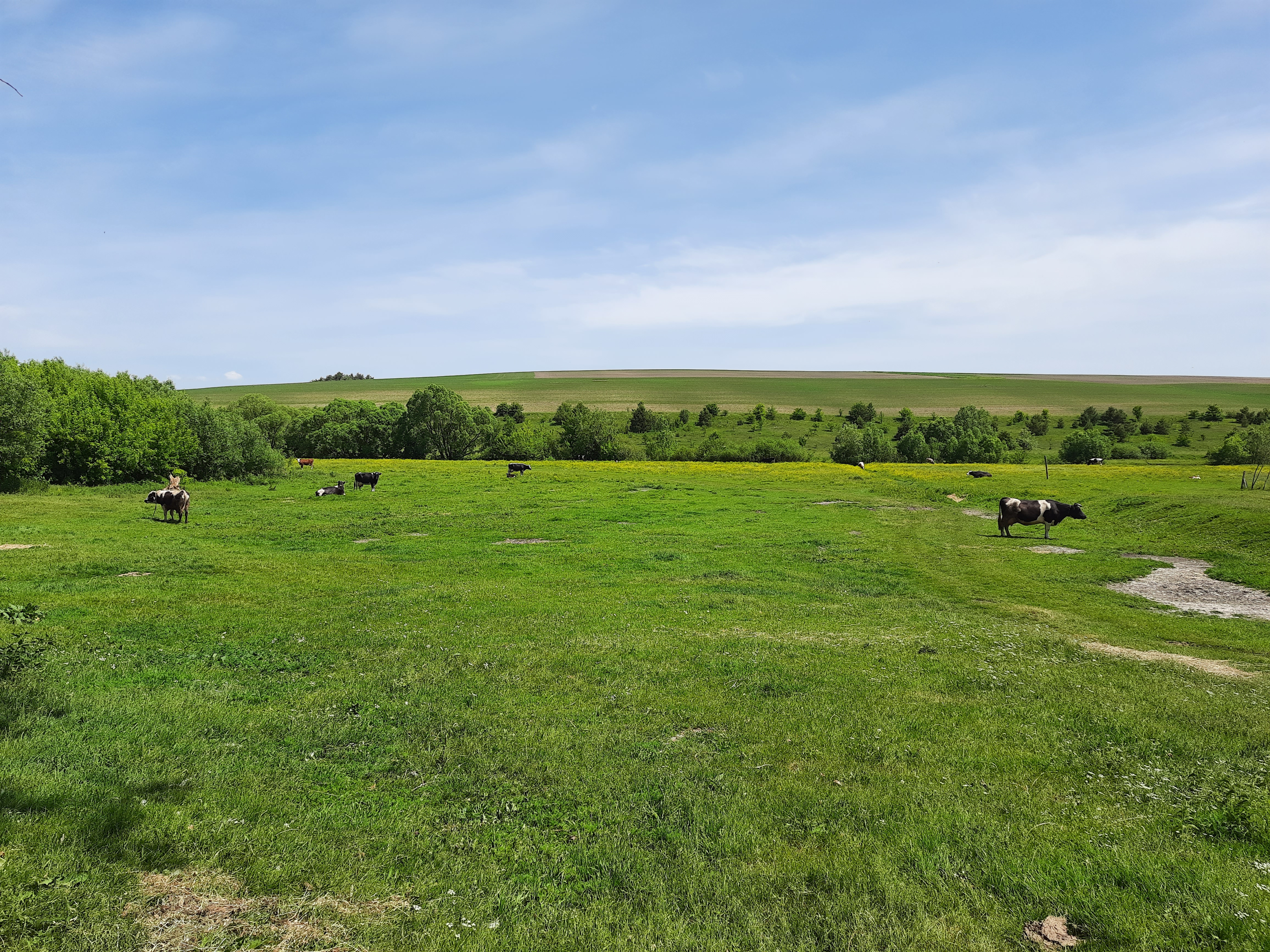
Краєвид біля села